# La puta del rey
La puta del rey (en inglés, The King's Whore) es una película franco-británica-italo-austríaca dirigida por Axel Corti, estrenada el año 1990, inspirada en la vida de Jeanne Baptiste d'Albert de Luynes.

## Argumento
Jeanne de Luynes es la última hija del duque de Luynes, un noble arruinado. Sus dos hermanas, no pudiendo tener dote, son enviadas a un convento. Pero Jeanne es muy bonita y se casa con el joven conde de Verrue, chambelán del rey del Piamonte (casa de Saboya). Marcha con él a Turín y está realmente enamorada. Al tribunal, es presentada al rey. Su independencia, su frescura seducen al monarca que decide conquistarla, aunque espera un bebé. Aleja a su marido, amenaza su familia. En vano: Jeanne es fiel y le rechaza. El rey se vuelve loco.
Todo el mundo alienta a Jeanne a ceder, incluida su familia política, la reina y los sacerdotes, pero no cede. Hasta que un día, al regreso de su marido, Jeanne comprende que éste, por obediencia y por cobardía, también consiente que ella vaya a la cama con el rey, y desesperada, acaba por ceder y se entrega.
Comienza una historia de amor tormentosa. Jeanne decide hacer sufrir al monarca y vengarse de su marido, del que exige que trabaje de nuevo en el tribunal y sea testigo de su asunto, y también de su familia política, que hace expulsar del reino. El rey quiere ganar aún el corazón de Jeanne sin éxito. Jeanne sólo le da su cuerpo.
Pero un día ella cae enferma. El rey hace entonces prueba de una devoción admirable. Abandona la guerra que estaba librando y vuelve al Piamonte donde, con desprecio de contagio, le consagra todo su tiempo. Llega a curarla, tras un insoportable vacío. 
Jeanne está emocionada, pero todavía no quiere reconocer el amor que siente. Ayudada por su hermano, se fuga. Pero lejos del rey, descubre que está enamorada y vuelve al Piamonte y le encuentra gravemente herido, incapaz de gobernar y obligado a dejar el trono a su hijo, que la odia. Acaba por confesarle su amor, pero es demasiado tarde. El rey suplica que se vaya, porque no puede protegerla más.

## Reparto
- Timothy Dalton: el rey Víctor Amadeo II de Saboya
- Valeria Golino: Jeanne de Luynes
- Stéphane Freiss: el comte de Verrua
- Robin Renucci: Charles de Luynes
- Margaret Tyzack: la condesa
- Eleanor David: la reina Ana María de Orleans
- Paul Crauchet: el duque de Luynes, pare de Jeanne
- Amy Werba: Heloïse
- Franco Valobra: el duque de Aosta
- Francesca Reggiani: Marie Christine
- Leonardo Ruta: el príncipe Vittorio
- Elisabeth Kaza: la condesa Trevie
- Anna Bonaiuto: la condesa Longhi
- Rosa Di Brigida: Émilie
- Venantino Venantini: Luis de Aragón
- Fédor Chaliapine: Scaglia
- Arnoldo Foà y Gigi Bonos: los sacerdotes
- Lea Padovani: Mme Cumiana
- Caterina Vertova: Mme Bassani
- Rosa Di Brigida: Emilia
- Matteo Dondi: Luchino
- Marne Maitland: el conde Trevie
- William Berger: el conde Longhi
- Friedrich von Thun: Karl Von Schwarzenberg
- Robert Spafford: William de Nassau